# Municipio de Potter (condado de Beaver)
El municipio de Potter (en inglés: Potter Township) es un municipio ubicado en el condado de Beaver en el estado estadounidense de Pensilvania. En el año 2000 tenía una población de 580 habitantes y una densidad poblacional de 36.5 personas por km².

## Geografía
El municipio de Potter se encuentra ubicado en las coordenadas 40°40′24″N 80°19′39″O / 40.67333, -80.32750.

## Demografía
Según la Oficina del Censo en 2000 los ingresos medios por hogar en la localidad eran de $48,438 y los ingresos medios por familia eran $51,500. Los hombres tenían unos ingresos medios de $38,000 frente a los $19,219 para las mujeres. La renta per cápita para la localidad era de $20,451. Alrededor del 3,3% de la población estaban por debajo del umbral de pobreza.